# Білінійне відображення
Білінійне відображення — це відображення декартового добутку V × W в X
B : V × W → X,      (V,W,X — векторні простори над одним і тим самим полем F)
що володіє властивістю лінійності за кожним зі своїх аргументів.
- Тобто для кожного w з W відображення

v → B(v, w) є лінійним відображенням з V в X.
- І для кожного v з V відображення

w → B(v, w) є лінійним відображенням з W в X.
- це лінійне відображення від {\displaystyle W} до {\displaystyle X}. Іншими словами, коли ми тримаємо перший запис білінійного відображення фіксованим, дозволяючи другому запису змінюватися, результат є лінійним оператором і аналогічно, коли ми тримаємо другий запис фіксованим.
У випадку
Таке відображення {\displaystyle B} задовольняє наступним властивостям.
- {\displaystyle \forall \lambda \in \mathbb {F} :\quad B(\lambda v,w)=B(v,\lambda w)=\lambda B(v,w)}.
- Відображення {\displaystyle B} є добавкою в обох компонентах: якщо {\displaystyle v_{1},v_{2}\in V} і {\displaystyle w_{1},w_{2}\in W}, тоді

{\displaystyle B(v_{1}+v_{2},w)=B(v_{1},w)+B(v_{2},w)} and {\displaystyle B(v,w_{1}+w_{2})=B(v,w_{1})+B(v,w_{2})}.
Якщо V = W, і ми маємо B(v, w) = B(w, v) для всіх v, w in V, то ми говоримо , що B є симетричним . Якщо X - базове поле F , то відображення називають білінійною формою, яка добре вивчена (див., Наприклад, скалярний добуток, внутрішній добуток і квадратична форма).

## Модулі
Роботи визначення без будь - яких змін , якщо замість векторних просторів над полем F , ми використовуємо модулі над комутативним кільцем R. Він узагальнює n-ари функції, де власний термін є мультилінійним.
Для некомутативних кілець R і S, лівого R -модуля M і правого S -модуля N білінійне відображення - це відображення B : M × N → T з T (R, S) - бімодуля , і для якої будь-який n в N , m ↦ B(m, n) - R - модульний гомоморфізм, і для будь-якого m в M , n ↦ B(m, n) - модульний гомоморфізм. Це задовольняє 
B(r ⋅ m, n) = r ⋅ B(m, n)
B(m, n ⋅ s) = B(m, n) ⋅ s
для всіх m в M , n в N , r в R і s в S , а також B, який є адитивним у кожному аргументі.

## Властивості
- {\displaystyle B(x,y)=0\iff x=0,y=0}

## Приклади
- Множення матриць є білінійним відображенням M(m,n) × M(n,p) → M(m,p).
- Для векторного простору V над полем F, білінійна форма в V — це білінійне відображення V × V → F.
- Векторний добуток в R3 є білінійним відображенням R3 × R3 → R3.